# 歐氏芋螺
歐氏芋螺（学名：Conus orbignyi）为芋螺科芋螺屬下的一个种。